# Milna (Hvar)
Milna is een plaats in de gemeente Hvar in de Kroatische provincie Split-Dalmatië. De plaats telt 90 inwoners (2001).